# Lachsfarm

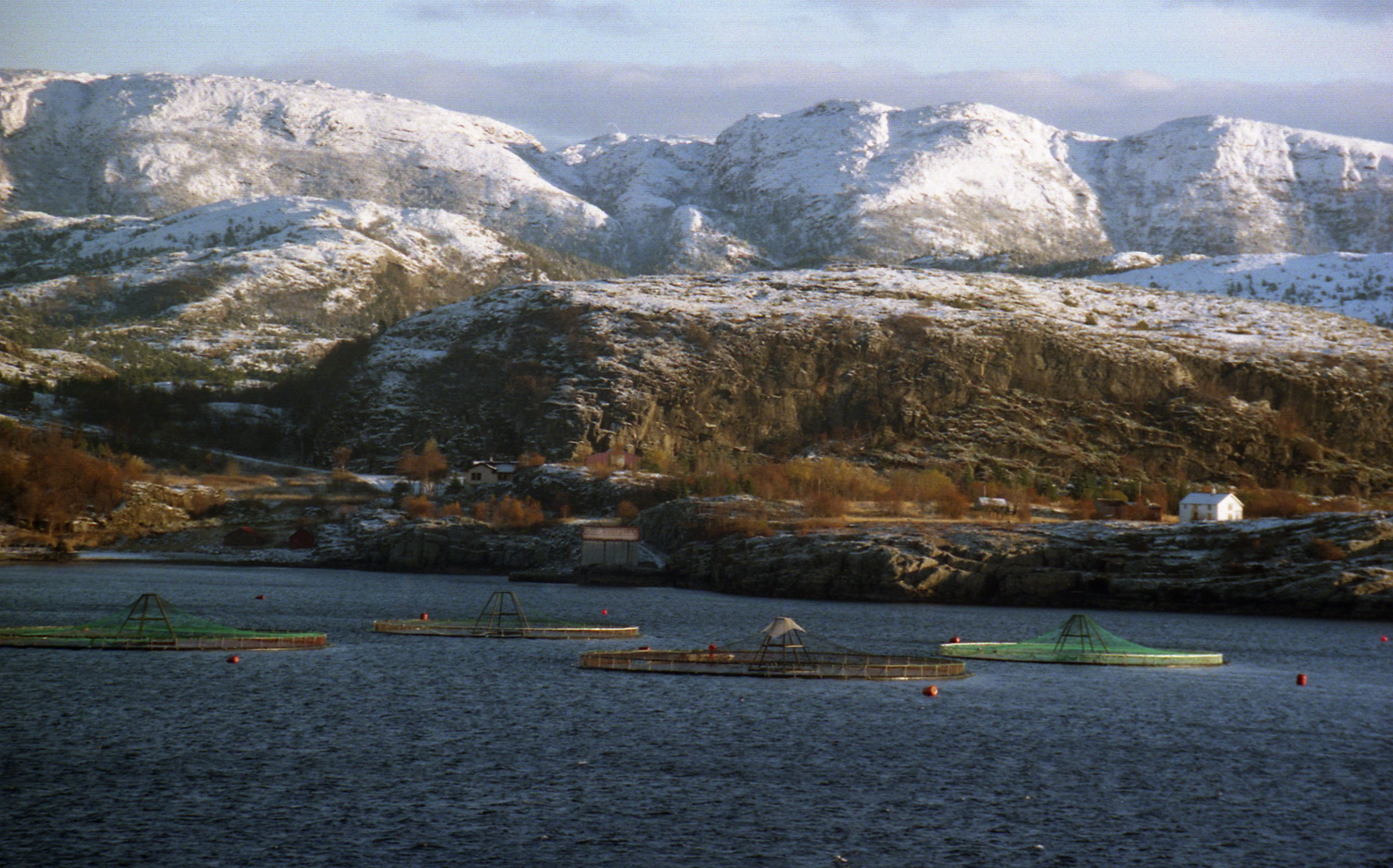
Lachsfarm zwischen Trondheim und Rørvik (Norwegen)

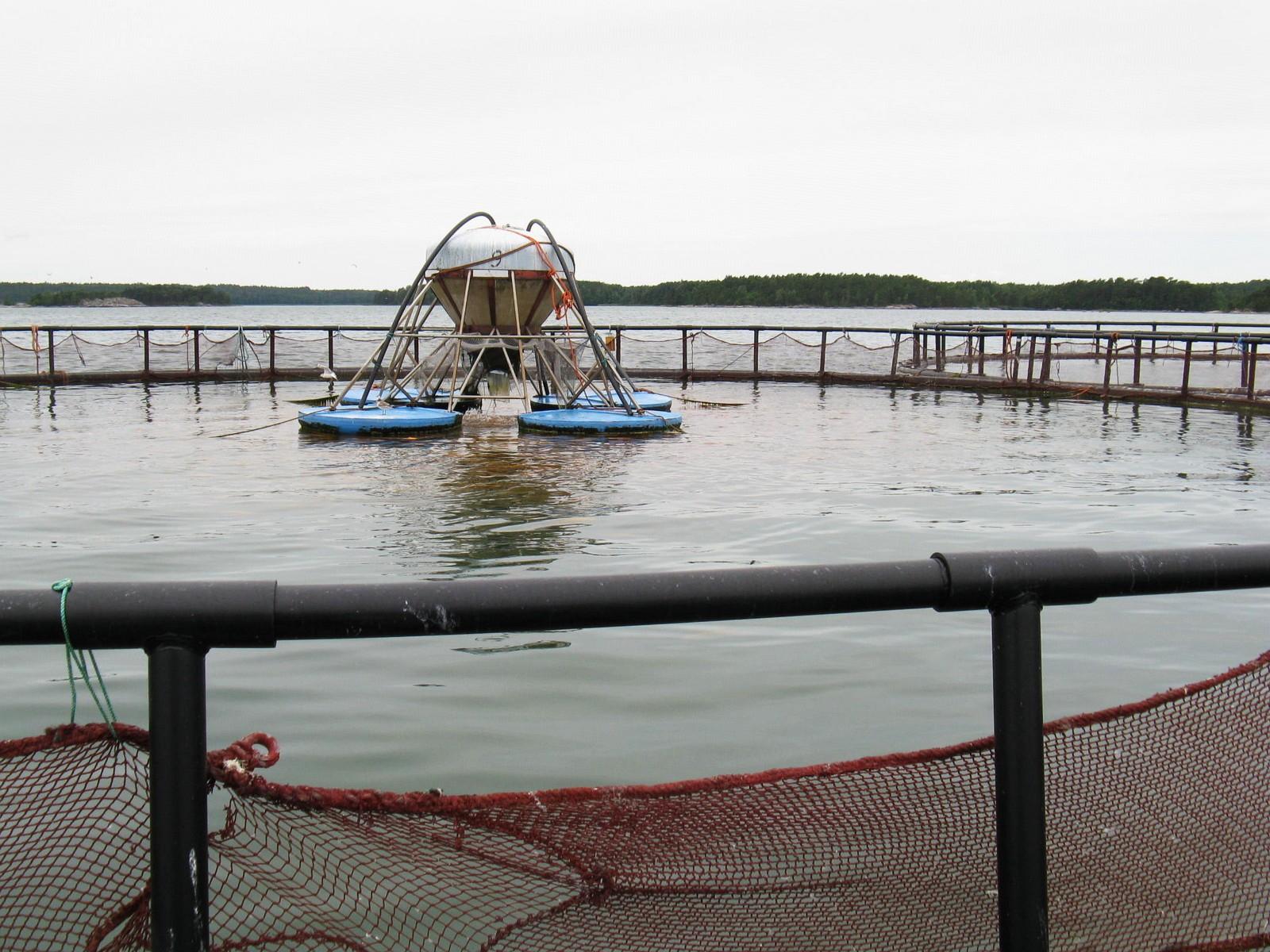
Eine Lachszucht in Finnland

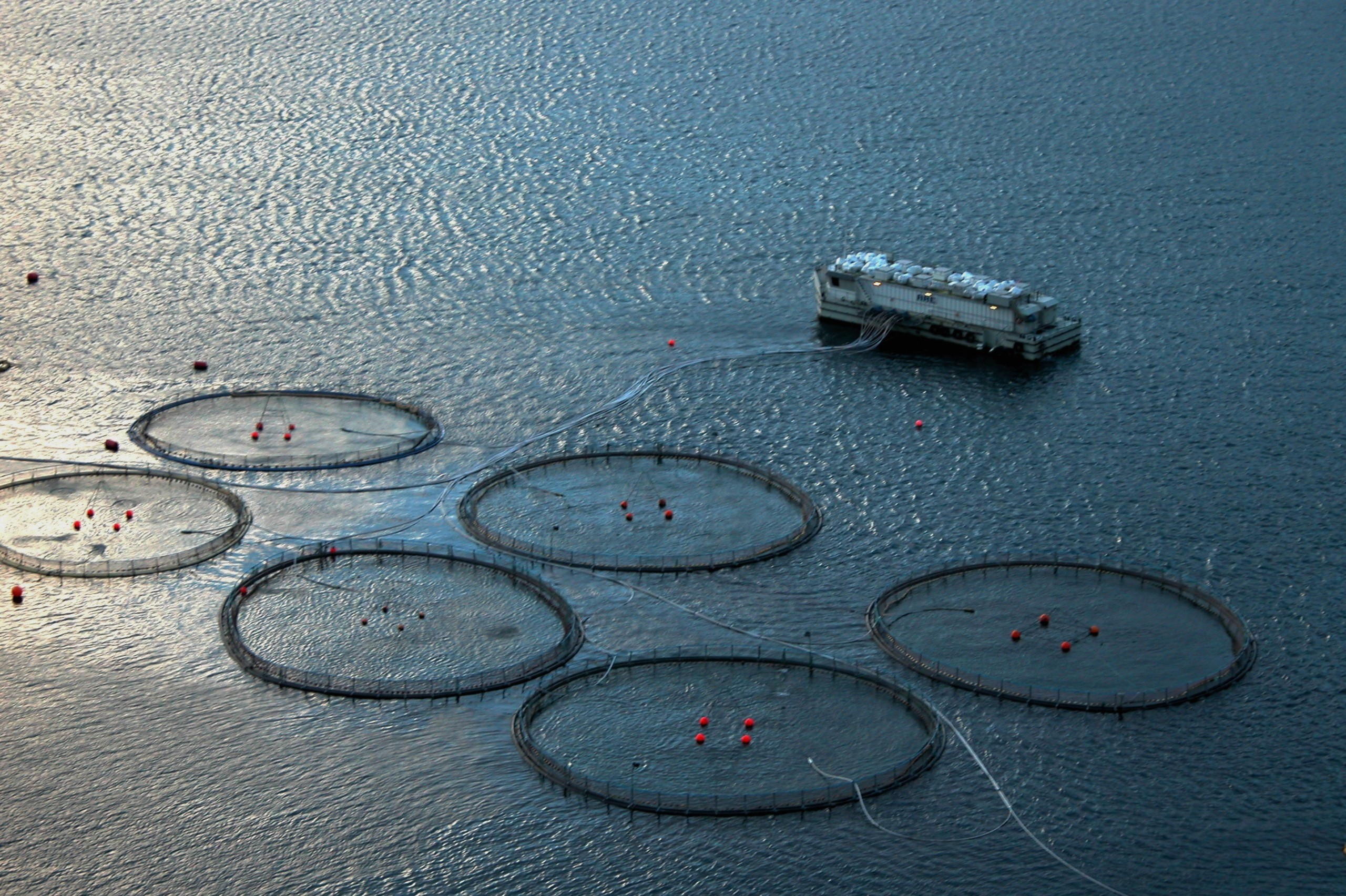
Aquakultur zur Aufzucht von Lachsen vor Vestmanna/Färöer

Lachsfarmen sind eine spezielle Form der Aquakultur zur Erzeugung von Lachsen unter kontrollierten Bedingungen. Seit den 1970er Jahren wird Lachs kommerziell gezüchtet. Die ersten Lachsfarmen wurden in Norwegen eröffnet. Viele Farmen befinden sich in den norwegischen Fjorden. Dort ist es weniger windig und das Wasser ist ruhiger (weniger Wellengang und weniger Strömungen) als vor der Küste.
Etwa 70 Prozent des weltweit gehandelten Lachses stammte 2021 aus Aquakulturen. Sechs Länder – Norwegen, Großbritannien, Kanada, Chile, Australien und Neuseeland – erzeugten 92 Prozent der Zuchtlachse.

## Funktion
Lachsfarmen umfassen eine Bruterzeugung und Aufzucht der Setzlinge mit den gleichen Methoden wie in der teichwirtschaftlichen Gewinnung von Forellen und anderen Salmoniden. Die Eier reifen in großen Warmwasser-Becken. 
Nach dem Schlüpfen bleiben die Jungfische noch etwa 40 Tage in den Becken; danach werden sie in Tanks gehalten und gegen Fischkrankheiten geimpft. Erst wenn die Setzlinge knapp 100 Gramm wiegen, sind sie groß genug für die weitere Aufzucht zu Speisefischen. Dies erfordert beim Lachs eine Haltung in Meerwasser oder Brackwasser. Dazu verbringt man die Fische in Netzgehegeanlagen, wie sie in den norwegischen Fjorden und vor der chilenischen Küste oft anzutreffen sind. Um ihre Größe zu kontrollieren, werden sie durch große Schläuche in eine Mess-Station gepumpt. Moderne Anlagen haben bis zu einer Million Fische gleichzeitig auf mehrere Netze verteilt, die am Meeresboden verankert sind. Die Lage der Farmen spielt eine große Rolle. Um eine lokale Verunreinigung des Wassers mit Abfallstoffen zu vermeiden, müssen sie an Orten mit einer stetigen Durchströmung und ausreichender Tiefe platziert werden. Eine gleichbleibende Wassertemperatur, die nicht zu hoch sein darf, ist vorteilhaft. In jüngster Zeit werden Lachse auch in geschlossenen Kreislaufsystemen aufgezogen.

## Fütterung
Die Ernährung der Lachse erfolgt mit Kunstfutter, dem Vitamine zugesetzt werden, in der Regel mit Pellets auf der Grundlage von gepresstem Fischmehl und Soja, dem Fischöl und Sojaöl zugesetzt werden. Farbstoff im Futter macht das Lachsfleisch rosa. Wie auch in anderen Aquakulturbereichen ergibt sich daraus eine Problematik der Umweltbelastung durch eine lokale Eutrophierung der Fjorde und Meeresregionen.
Zudem wird Fischmehl in der Regel mit Ethoxyquin haltbar gemacht, das sich im Fleisch der Lachse anreichern kann. Im Gegensatz zu Fleisch wurden für Fische bisher noch keine Grenzwerte für Ethoxyquin festgelegt. Oft werden die für Fleisch gültigen Grenzwerte von 50 µg/kg um ein Vielfaches überschritten. Wegen der unzureichenden Datenlage bezüglich der Toxizität von Ethoxyquin, wurde die Zulassung von Ethoxyquin als Futtermittelzusatz ausgesetzt (Übergangsfrist bis 31. März 2020).

## Problematiken
Eine weitere typische Problematik ergibt sich aus der Massentierhaltung, die in der Regel mit der Notwendigkeit zur Behandlung mit Arzneimitteln gegen Parasiten wie die Lachslaus (Lepeophtheirus salmonis) und bakterielle Infektionen einhergeht. Der wenige Millimeter kleine Krebs sorgte dafür, dass sich der Großhandelspreis für Lachs 2016 um bis zu 50 Prozent erhöhte. Gegen Parasiten werden auch Lumpfische (Seehasen) und Bäder in mit Wasserstoffperoxid angereichertem Wasser eingesetzt. Der früher intensive Einsatz von Antibiotika gegen Infektionskrankheiten ist seit der Einführung von maschinell durchgeführten Impfungen seltener geworden, betrug gemäß Angaben von Greenpeace im Jahr 2018 jedoch in Chile das 700-fache der in Zuchtkäfigen eingesetzten Menge in Norwegen.
Zudem kann es zu einer Faunenverfälschung kommen, wenn sich aus Netzgehegen entwichene Lachse einer anderen Herkunft mit den lokal anzutreffenden Lachsen vermischen. In vielen norwegischen Lachsflüssen gilt deshalb eine verlängerte Angelsaison, in der ausschließlich auf Farmfische geangelt werden darf, um deren Vermehrung einzudämmen. In Chile, das auf der Südhalbkugel liegt, wo Lachse überhaupt nicht heimisch sind, verlieren sie ihren Orientierungssinn und finden nicht ins Süßwasser zurück.

### „Schwein der Meere“
Zunehmend wird der Lachs in der Öffentlichkeit angesichts der Haltungs- und Fütterungsmethoden in den Lachsfarmen als „Schwein der Meere“ bezeichnet.
Die Lachse werden in den Farmen in Käfigen gehalten und teils unkontrolliert mit Antibiotika versorgt. Die Fäkalien der Lachse und das überschüssige Futter sinken auf den Meeresboden und verschmutzen das Meerwasser.
Im Jahr 2016 sorgte in Chile um die Küsten der Insel Chiloé eine sogenannte „rote Flut“, welche durch überschüssiges Futter, Fäkalien und Kadaver der Lachse, welche dem Meer überlassen wurden, entstand, für eine Algenblüte, welche die Existenz lokaler Fischer und Muscheltaucher gefährdete.

### Massensterben
Seit 2012 hat die Zahl der Massensterbeereignisse in Lachsfarmen signifikant zugenommen. Betroffen waren vor allem Farmen in Norwegen, Kanada und Großbritannien. In Norwegen starben pro Ereignis 900.000 bis fünf Millionen Lachse. Eine Ursache waren Seuchen bzw. Infektionskrankheiten oder Parasiten wie Fischläuse, eine andere waren gestiegene Wassertemperaturen durch die globale Erwärmung. Letztere verschärfen Sauerstoffmangel in den Zuchtbecken, weil in wärmerem Wasser weniger Sauerstoff gelöst werden kann und Wärme das Wachstum von kleinen Lebewesen fördert, die zusätzlich Sauerstoff aufbrauchen. Gegenmaßnahmen sind ein weniger dichter Besatz und mehr räumlicher Abstand zwischen den Farmen.
Im Jahr 2023 verendeten laut einer Studie der Verbraucherschutzorganisation Foodwatch allein in Norwegen rund 100 Millionen Tiere noch vor der Schlachtung, was laut der Studie etwa ein Sechstel des Zuchtbestands entsprach. Die Hauptursache waren hierbei Infektionskrankheiten. In Norwegen halbierte sich auch die Höhe an Wildlachsbeständen. Dies führt Foodwatch auch auf die Zucht zurück, da jährlich in Norwegen rund 200.000 Zuchtlachse in die Wildnis entkommen. Ende 2024 forderte Foodwatch, um das Leid der Tiere und die Schäden für Umwelt und Wildfischbestände zu minimieren, einen Verkaufsstopp für Lachs aus Norwegen für Deutschland, das einer der größten Importeure von Zuchtlachs ist. Jeder zweite Lachs in deutschen Supermarktregalen stammt aus Norwegen.

## Bio-Lachsfarmen
Es gibt in Europa zahlreiche Bio-Lachsfarmen, zum Beispiel in Schottland und Irland. In Schottland wird auf den Äußeren Hebriden, den Orkneys und den Shetlandinseln Bio-Lachs nach den Richtlinien der britischen Soil Association gezüchtet.
Um die aus der konventionellen Zucht bekannten Probleme abzumildern, gibt es klare Richtlinien für die Aufzucht von Bio-Lachs:
- geregelte Besatzdichte (10 kg/m³ Wasser),
- das im Futter verwendete Fischmehl soll aus Fängen stammen, die für den menschlichen Verzehr gefangen wurden. Einige Fischmehlhersteller verwenden für das Biofutter inzwischen Fische aus nachhaltig zertifizierter Fischerei, wie z. B. MSC (Marine Stewardship Council),
- die vegetarischen Zutaten im Futter stammen aus ökologisch zertifizierter Landwirtschaft,
- der Einsatz von Antifoulingmitteln auf den Netzen der Gehege ist verboten.

Es kann allerdings nicht davon ausgegangen werden, dass die ökologische Problematik der Lachszucht durch diese Zertifizierungen bereits ausreichend abgedeckt oder gar behoben ist. Für die europäische, kanadische und südamerikanische Lachszucht sind umfangreiche Probleme mit viralen Infektionen bekannt, die zu einem massiven Rückgang der Wildlachse geführt haben. Das Piscine Orthoreovirus (siehe Reovirales) wurde 1999 in norwegischen Lachsfarmen entdeckt. Es kann in den Tieren Herz- und Muskelentzündungen auslösen.